# 田中ヤコブ
田中 ヤコブ（たなか ヤコブ、1991年11月25日 - ）は、沖縄県生まれの日本のミュージシャン。
ロックバンド・家主のボーカリスト兼ギタリスト。

## 来歴
2013年、法政大学在学中に結成したロックバンド・家主のボーカル&ギターとして活動を始める。
その後大学を卒業し、2018年、ソロ活動を本格化。TONOFONより1stアルバム「お湯の中のナイフ」をリリース。

## 人物
- 沖縄県に生まれる。北海道、大宮市など転々とし神奈川と東京の県境に落ち着く[1]。父親からの影響で幼少期よりロックに親しむ。中学二年生でギターに触れ、高校時代にインスト曲の作曲を開始。大学時代に本格的な作曲をし始め、バンドを組む。社会人時代にYouTube、SoundCloud、MySpaceなどで楽曲を投稿[2]。
- バイクが趣味である。
- 1stアルバムを発売する以前に制作したデモアルバム (CD-R)が六枚ほど存在する。その一部は、YouTubeやSoundCloudで公開されていたり[2]、家主や自身のオリジナルアルバムで再録されていたりする[3]。
- 不定期に自身のYoutubeにて新曲を公開している。
- 2017年ごろまでタバコを吸っていた[4]。

## 作品

### 参加作品
| 発売日         | タイトル                                                                           | アーティスト         | 収録曲 | 備考                                                                                 |
| -------------- | ---------------------------------------------------------------------------------- | -------------------- | --- | ------------------------------------------------------------------------------------ |
| 2014年9月13日  | 海へと続く道                                                                       | ラッキーオールドサン | 1. 海へと続く道 2. 何も決まってない 3. あくび 4. 二十一世紀 5. 街 | Supported by 田中ヤコブ                                                              |
| 2014年12月17日 | I'm so sorry, mom                                                                  | ラッキーオールドサン | 1. 海へと続く道 2. アポロ 3. 時々 4. ローラ 5. I'm so sorry, mom | ギター、バンジョーで参加。                                                           |
| 2015年7月15日  | ラッキーオールドサン                                                               | ラッキーオールドサン | 1. 魔法のことば 2. 坂の多い街と退屈 3. 二十一世紀 4. 何も決まってない 5. Have a nice day! 6. 街 7. いつも何度でも 8. ミッドナイト・バス 9. しん                                        | ギター、バンジョーで参加。                                                           |
| 2015年9月23日  | 野暮ったい服を着てどこへゆく                                                       | 牧野ヨシ             | 1. 野暮ったい服を着てどこへゆく 2. 梵鐘 3. 花を一輪 4. いいかんじ 5. 汗ばむ季節ここらで一服 6. 下山 7. よるの散歩 8. ネバーベンド 9. 大都市 10. テレキャスター 11. 通夜                | ギター、ドラムなどで9曲参加。                                                        |
| 2016年4月20日  | Caballero                                                                          | ラッキーオールドサン | 1. 遠くの旅人 2. 夜汽車は走る 3. あくび 4. 恋の予感 5. ゴーギャン 6. なんとなく | ギター、バンジョーで参加。                                                           |
| 2017年4月12日  | Belle Époque                                                                       | ラッキーオールドサン | 1. さよならスカイライン 2. ベースサイドストリート 3. フューチュラマ 4. 写真 5. 夢でもし逢えたなら 6. ツバメ 7. I want you baby 8. すずらん通り 9. Railway 10. Tokyo City Brand New Day | ギター、バンジョーで参加。                                                           |
| 2019年4月17日  | 旅するギター                                                                       | ラッキーオールドサン | 1. 旅するギター 2. I wanna be your boyfriend 3. 夜は短し 4. とつとつ 5. 愛はとこしえ 6. ヤッホー 7. 渡り鳥と愛の薔薇 8. ワンモアチャンス！ 9. Rockin' Rescue 10. Saturday Night        | ギター、バンジョーで参加。                                                           |
| 2019年09月25日 | JAPAN VINTAGE V.A.                                                                 | V.A.                 | 1. 田中ヤコブ / The Flutter |                                                                                      |
| 2019年12月12日 | 三度見る                                                                           | 浮                   | DISC 2 1. 夢の中 2. 子犬の夢 3. 渚 4. 線路の上で | リアレンジを担当。                                                                   |
| 2019年12月18日 | ナイトサークル                                                                     | 石指拓朗             | 1. さあ出といで 2. りんごのようなかわいいこ 3. あの娘にちょっと | ギターで参加。                                                                       |
| 2019年12月19日 | ニュー・ニート登場‼︎                                                                | ゆうやけしはす       | 1. ロックそしてロール 2. 僕は退屈 3. 11次元的逸脱的発想 4. カヤ 5. 虹と雨の間に 6. 廻りに廻って 7. YAMATATSU 8. 朝バナナ 9. 知らんけど 10. だんだんぽくなりゃ                          | M1,4,5,7,10,11,13はギター、ベース、ドラムで参加。 M3,6,8はベース、ドラムで参加。     |
| 2020年3月11日  | あしたのメ                                                                         | コスモス鉄道         | 1. ランランリン 2. コスモスみたい 3. ベイビーブルータウン 4. ある日 5. おいでミーコ 6. サークルホリデー 7. 日の入り                                                                    | アドバイザーとして参加。                                                             |
| 2020年9月8日   | 秋の惑星、ハートはナイトブルー。                                                   | Kaede (Negicco)      | 1. 秋の惑星 -Opening- 2. 君が大人になって 3. モーニングコール 4. セピア色の九月 5. ジュピター                                                                                          | コーラスで参加。                                                                     |
| 2020年12月25日 | Mazume / Hora                                                                      | トクマルシューゴ     | 1. Mazume | ギターで参加。                                                                       |
| 2021年4月21日  | トゲトゲぽっぷ                                                                     | シャンモニカ         | 1. ふぶく | アレンジとピアノで参加。                                                             |
| 2021年9月15日  | サイクルズ                                                                         | Kaede (Negicco)      | 1. サイクルズ | 作詞・作曲・編曲を担当。                                                             |
| 2021年9月23日  | GOOD FISHING                                                                       | 牧野ヨシ             | 1. おぼろ月よ 2. 引っ越し騒ぎ 3. R-50 ～ツクダオリジナルより～ | M8はバンジョーで参加。 M9はドラムで参加。 M13は編曲・作詞(Bメロ)・歌・ギターで参加。 |
| 2022年7月30日  | Portrait in Rock'n' Roll 2                                                         | ウワノソラ           | 1. ジョルノ | ギターで参加。                                                                       |
| 2022年9月12日  | 恋をしようよ                                                                       | ゆうやけしはす       | 1. 恋をしようよ | ギターで参加。                                                                       |
| 2022年11月19日 | CARNATION Official Bootleg Vol.6 「LOVE SUITE live at 大手町三井ホール 2020.12.4」 | カーネーション       | DISC 1 1. スペードのエース 2. 世界の果てまで連れてってよ 3. Sweet Baby 4. 春よ来い DISC 2 1. 夜の煙突 2. 愛のさざなみ                                                                  | ギターで参加。                                                                       |
| 2023年10月10日 | 一夜のペーソス                                                                     | Lamp                 | 1. ベッドルームの午後は | コーラスで参加。                                                                     |
| 2023年11月29日 | Carousel Circle                                                                    | カーネーション       | 1. ここから - Into the Light | ギターで参加。                                                                       |